# Sandager
Sandager is een plaats in de Deense regio Zuid-Denemarken, gemeente Assens. De plaats telt 200 inwoners (2016).